# Tubonos
Tubonos (Murina) – rodzaj ssaków z podrodziny tubonosów (Murininae) w obrębie rodziny mroczkowatych (Vespertilionidae).

## Rozmieszczenie geograficzne
Rodzaj obejmuje gatunki występujące w południowej, południowo-wschodniej i wschodniej Azji oraz w Australii.

## Morfologia
Długość ciała (bez ogona) 30,4–69,5 mm, długość ogona 22,5–48 mm, długość ucha 8,2–20 mm, długość tylnej stopy 5,1–13,8 mm, długość przedramienia 26,4–47 mm; masa ciała 2,5–12 g.

## Systematyka
Rodzaj zdefiniował w 1842 roku angielski zoolog John Edward Gray w artykule zatytułowanym Opisy kilku nowych rodzajów i pięćdziesięciu niezarejestrowanych gatunków ssaków opublikowanym na łamach „The Annals and magazine of natural history”. Gatunkiem typowym jest (oznaczenie monotypowe) tubonos brunatny (M. suilla). Wcześniejsza nazwa Ocypetes ukuta w 1841 roku przez francuskiego zoologa René Lessona okazała się zajęta przez rodzaj pajęczaków.

### Etymologia
- Ocypetes: gr. ωκυπετης ōkupetēs ‘szybkie latanie, szybki bieg’, od ωκυς ōkus ‘szybki, chyży’; πετομαι petomai ‘latać, pędzić’[9]. Gatunek typowy: Lesson wymienił dwa gatunki – Vespertilio suillus Temminck, 1840 i Ocypetes cavernarum Lesson, 1842 (= Vespertilio harpia Temminck, 1840) – z których gatunkiem typowym jest (późniejsze oznaczenie) Vespertilio suillus Temminck, 1840.
- Murina:  nowołac. murinus ‘mysio-szary’, od murinus ‘z myszy, mysio-’, od mus, muris ‘mysz’, od gr. μυς mus, μυος muos ‘mysz’[10].

### Podział systematyczny
Do rodzaju należą następujące gatunki:

- Murina jinchui Yu Wenhua, Csorba & Wu Yi, 2020
- Murina leucogaster A. Milne-Edwards, 1872 – tubonos rudy
- Murina bicolor Kuo Haochih, Fang Yinping, Csorba & Lee Lingling, 2009 – tubonos dwubarwny
- Murina shuipuensis Eger & B.K. Lim, 2011 – tubonos chiński
- Murina fusca A. de C. Sowerby, 1922 – tubonos ciemny
- Murina hilgendorfi (W.C.H. Peters, 1880) – tubonos dalekowschodni
- Murina aurata A. Milne-Edwards, 1872 – tubonos pozłacany
- Murina jaintiana Ruedi, J. Biswas & Csorba, 2012 – tubonos birmanski
- Murina medogensis Mao Mingle, Lan Changting & Zhou Jiang, 2025
- Murina pluvialis Ruedi, J. Biswas & Csorba, 2012 – tubonos deszczowy
- Murina chayuensis Luo Pengfei & Zhou Jiang, 2025
- Murina feae (O. Thomas, 1891) – tubonos srebrzysty
- Murina beelzebub Nguyen Truong Son, Furey & Csorba, 2011 – tubonos czarci
- Murina lorelieae Eger & B.K. Lim, 2011 – tubonos podobny
- Murina harpioloides Kruskop & Eger, 2008 – tubonos harpiowaty
- Murina chrysochaetes Eger & B.K. Lim, 2011 – tubonos powabny
- Murina yushuensis[8] Xuesong Han, Csorba & Yi Wu, 2025
- Murina yuanyang Mou Xin, Qian Yishun, Li Mei, Li Biao, Luo Xiong & Li Song, 2024
- Murina harrisoni Csorba & P.J.J. Bates, 2005 – tubonos khmerski
- Murina ussuriensis Ognev, 1913 – tubonos ussuryjski
- Murina tenebrosa Yoshiyuki, 1970 – tubonos mroczny
- Murina ryukyuana K. Maeda & Matsumura, 1998 – tubonos riukiuski
- Murina huttonii (W.C.H. Peters, 1872) – tubonos białobrzuchy
- Murina rubella O. Thomas, 1914
- Murina puta Kishida, 1924 – tubonos tajwański
- Murina annamitica C.M. Francis & Eger, 2012 – tubonos annamski
- Murina walstoni Furey, Csorba & Nguyen Truong Son, 2011 – tubonos kambodżański
- Murina suilla (Temminck, 1840) – tubonos brunatny
- Murina florium O. Thomas, 1908 – tubonos floreski
- Murina aenea J. Edwards Hill, 1964 – tubonos mosiężny
- Murina tubinaris (Scully, 1881) – tubonos stokowy
- Murina fionae C.M. Francis & Eger, 2012 – tubonos laotański
- Murina guilleni Soisook, Karapan, Satasook, Vu Dinh Thong, F.A.A. Khan, Maryanto, Csorba, Furey, Aul & P.J.J. Bates, 2013
- Murina cyclotis Dobson, 1872 – tubonos krągłouchy
- Murina peninsularis J. Edwards Hill, 1964 – tubonos malajski
- Murina beibengensisLuo Tao, Mao Mingle & Zhou Jiang, 2025
- Murina liboensis Zeng Xiang, Chen Jian, Deng Huaiqing, Xiao Ning & Zhou Jiang, 2018
- Murina kontumensis Nguyen Truong Son, Csorba, Vuong Tan Tu & Motokawa, 2015
- Murina hkakaboraziensis Soisook, Win Naing Thaw, Myint Kyaw, Sai Sein Lin Oo, Pimsai, Suarez-Rubio & Renner, 2017
- Murina rozendaali J. Edwards Hill & Francis, 1984 – tubonos zdobny
- Murina milinensis Luo Tao, Mao Mingle & Zhou Jiang, 2025
- Murina yadongensis Mao Mingle, Zhao Zifa & Zhou Jiang, 2025
- Murina eleryi Furey, Vu Dinh Thong, P.J.J. Bates & Csorba, 2009 – tubonos kudłaty
- Murina balaensis Soisook, Karapan, Satasook & P.J.J. Bates, 2013 – tubonos tajlandzki
- Murina recondita Kuo Haochih, Fang Yinping, Csorba & Lee Lingling, 2009 – tubonos sekretny
- Murina gracilis Kuo Haochih, Fang Yinping, Csorba & Lee Lingling, 2009 – tubonos szczupły

Gatunek ważny, lecz jego nazwa jest obecnie niedostępna:
- Murina fanjingshanensis He Fang, Xiao Ning & Zhou Jiang, 2015